# Dysbatus doliopa
Dysbatus doliopa är en fjärilsart som beskrevs av Oswald Beltram Lower 1903. Dysbatus doliopa ingår i släktet Dysbatus och familjen mätare. Inga underarter finns listade i Catalogue of Life.